# Антипатр Дербенский
Антипатр (др.-греч. Ἀντίπατρος) — тиран Дербе и Ларанды в Южной Ликаонии, пират и друг Цицерона, убитый во время борьбы с Аминтой.
По сообщению Страбона, Антипатр, являясь тираном Дербы и Ларанды, был пиратом. По замечанию Г. Берве, непросто объяснить как человек с македонским происхождением овладел этими городами. Не исключено, что помощь ему оказал Помпей.
Об Антипатре как своем гостеприимце и очень близком друге в одном из писем — к проконсулу провинции Азии Квинту Марцию Филиппу повествует Цицерон. В нём оратор просит простить сыновей Антипатра, находящихся во власти проконсула, разгневанного на их отца. По оценке Берве, этот инцидент произошёл в 54 году до н. э.
По свидетельству Страбона, Антипатра убил Аминта, захвативший его земли. Как отметила Ю. А. Федина, властитель Дербы и Ларанды был ликвидирован во время успешной антипиратской кампании Аминты как один из самых опасных вождей. По предположению Берве, это произошло, видимо, после битвы при Акции (31 год до н. э.)